# 6812 Robertnelson
6812 Robertnelson eller 1978 VJ8 är en asteroid i huvudbältet som upptäcktes den 7 november 1978 av de båda amerikanska astronomerna Eleanor F. Helin och Schelte J. Bus vid Palomarobservatoriet. Den är uppkallad efter Robert M. Nelson.
Asteroiden har en diameter på ungefär 9 kilometer och den tillhör asteroidgruppen Themis.